# Burel

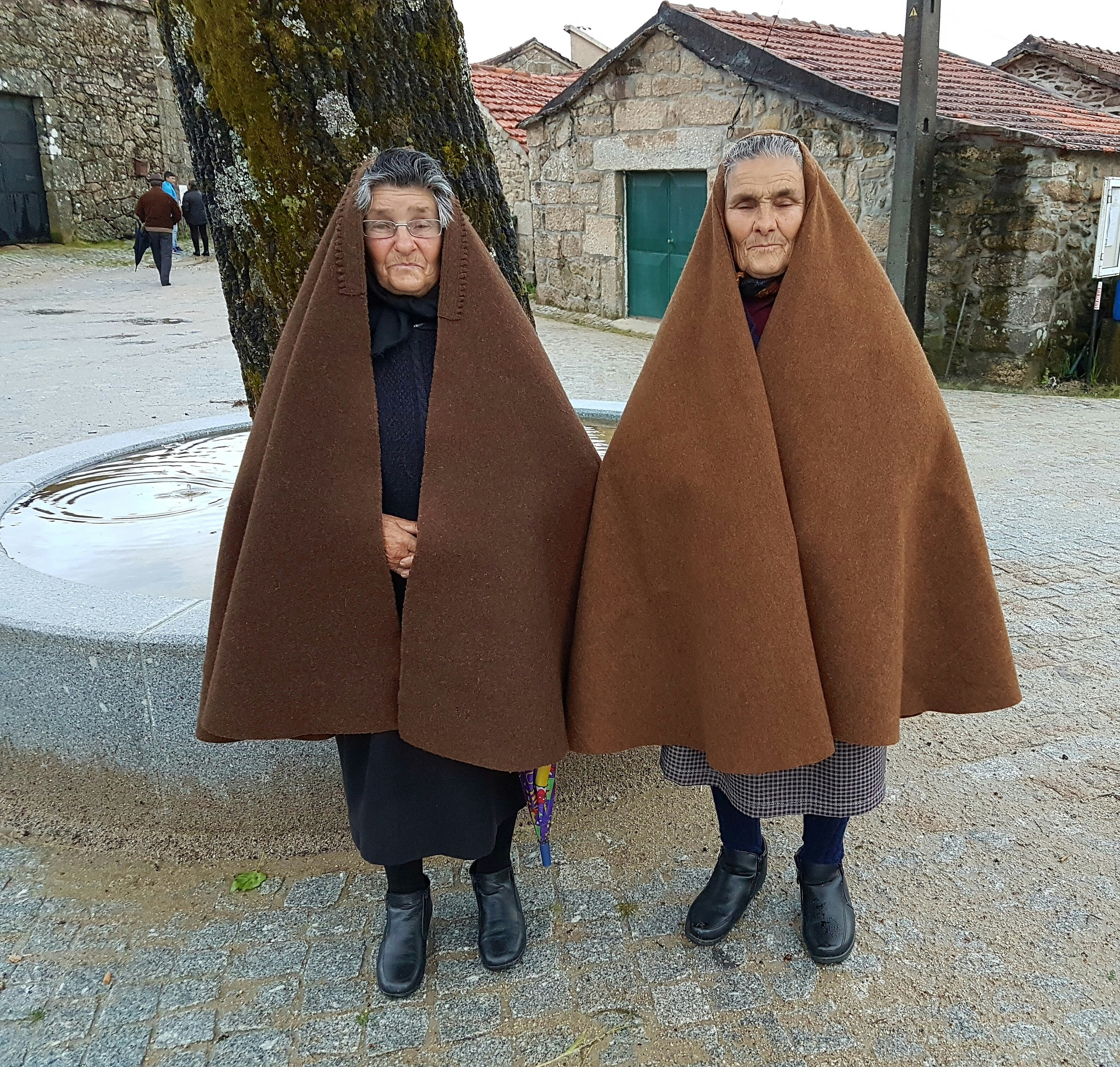
Habitantes de Colo de Pito com as tradicionais capas de burel

O Burel é um tecido artesanal português, feito de lã dos ovinos de raça Serra da Estrela do tipo Bordaleira, Churra e Merina. Destaca-se pela sua qualidade, boa performance térmica e um aspecto visual muito apelativo.

## Manufactura

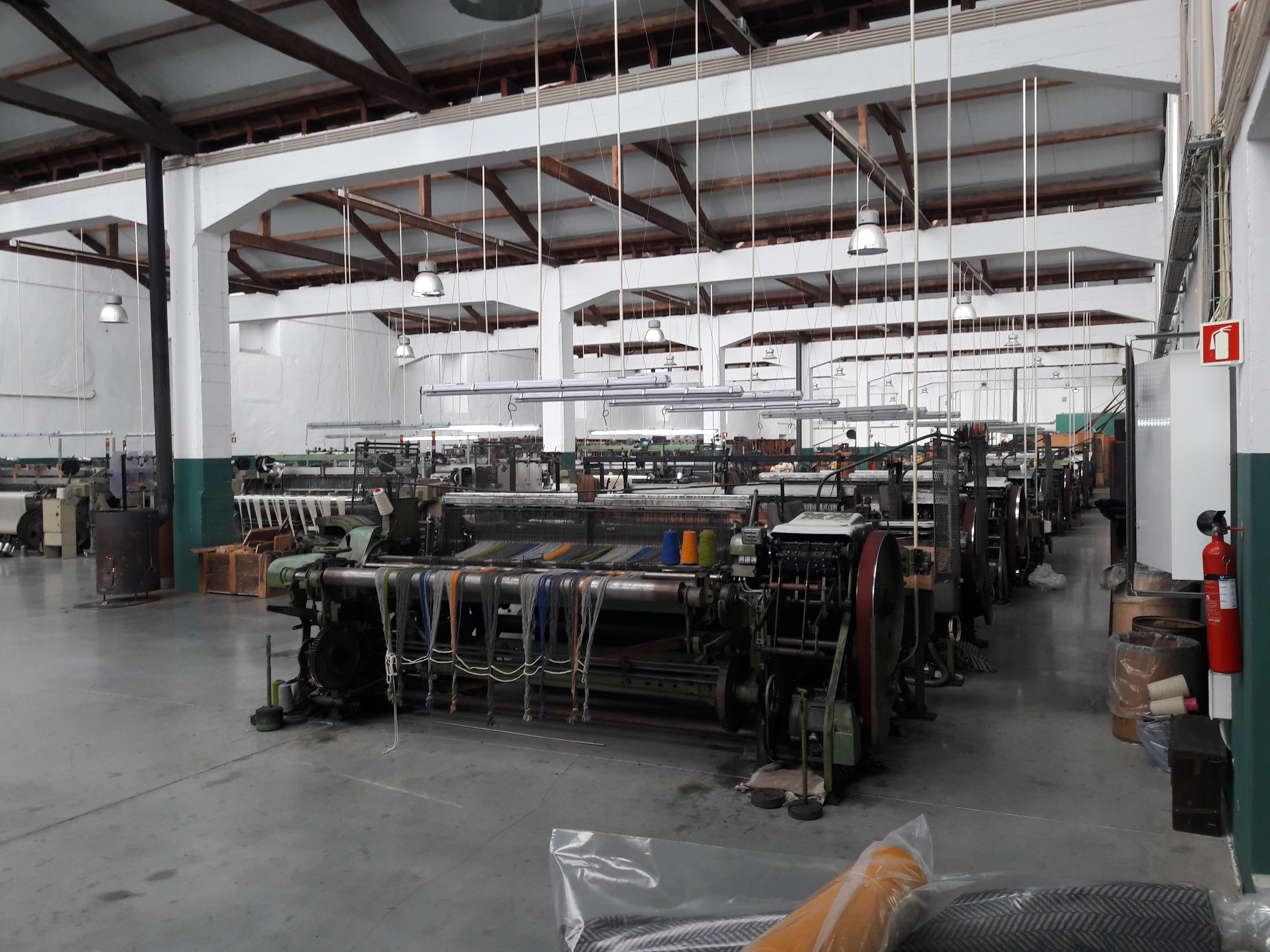
Interior da Burel Factory em Manteigas

Para a manufactura do Burel, utiliza-se, basicamente, lã de cor preta. A lã após carmeada e cardada é fiada e torcida (com roca e fuso), etapas que convém serem executadas pela mesma pessoa para o fio ter sempre a mesma espessura e textura. Do fuso, a lã passa para o novelo na operação de dobar. Depois de torcida, a lã é urdida e então urdida, é colocada no pisão, uma máquina que bate e escalda a lã de modo a tornar o pano mais duro e apertado. As teias pisoadas são então entregues a um alfaiate que as transforma em capas, casacos, coletes e calças de burel para os inúmeros dias de chuva, neve e vento. Hoje em dia, o artigo mais em uso é a capa de burel.

## Vocabulário
- Carmear:[4] “desguedelhar” ou “carpear” em linguagem regional, desenfrear, desfazer os nós – operação efectuada à mão.
- Cardar:[5] desenredar a lã – instrumento utilizado: carda.
- Dobar:[6] fazer novelos
- Urdir:[7]: preparar os fios para o tear – instrumento utilizado urdideira.
- Tecer:[8]: realizar um pano no tear.

## Propriedades do Burel
Quimicamente, o tecido burel é composto por Carbono (50%), Hidrogénio (7%), Oxigénio (21%), Azoto (17%) e Enxofre (5%).
O burel é um produto natural com propriedades físicas que lhe conferem uma utilidade superior:
- Resistência ao fogo, certificado por ensaios de inflamabilidade, com classe ignífuga (ISO 11925-2-2010[10], ISO 11925-2-2010/Cor 1:2001);
- Isolamento acústico (coeficiente de absorção acústica ISO 11654:1997[11]);
- Isolamento térmico (EN12667:2001 resistência térmica ISO 8301:1991[12]);
- Propriedades higroscópicas;
- Propriedades anti-eletrostáticas;
- Resistência à abrasão;
- Não cria borboto (contrariamente à maioria dos tecidos).

### Fabricantes de burel
- Mescla Malva - antiga Fábrica Camelo e Filhos Lda, localizada em São Romão, Seia
- Ecolã, Manteigas
- Burel Factory, Manteigas

### Outras ligações externas
- Revista CULTUS, junho 2007, pag. 21
- Jornal Reconquista
- Nova vida para o Burel (video da RTP)
- Capuchinhas de Montemuro - cooperativa de mulheres que trabalham o burel na aldeia de Campo Benfeito
- Visita à Burel Factory (em inglês)